# 2079
2079 هي سنة قادمة في التقويم الميلادي ستكون سنة بسيطة تبدأ يوم الأربعاء وهي السنة 79 من الألفية الميلادية الثالثة وسنة من سنوات القرن الحادي والعشرين